# 169th Street
169th Street è una fermata della metropolitana di New York situata sulla linea IND Queens Boulevard. Nel 2019 è stata utilizzata da 2 465 120 passeggeri. È servita dalla linea F, attiva 24 ore su 24. Durante le ore di punta fermano occasionalmente alcune corse della linea E.

## Storia
La stazione fu aperta il 24 aprile 1937.

## Strutture e impianti
La stazione è sotterranea, ha due banchine laterali e quattro binari, i due esterni per i treni locali e i due interni per quelli espressi. È posta al di sotto di Hillside Avenue e possiede un totale di otto ingressi, quattro all'incrocio con 168th Street e quattro all'incrocio con 169th Street.

## Interscambi
La stazione è servita da alcune autolinee gestite da NYCT Bus.
- Fermata autobus